# Organ (Hautes-Pyrénées)
Organ ist eine französische Gemeinde mit 29 Einwohnern (Stand: 1. Januar 2022) im Département Hautes-Pyrénées in der Region Okzitanien (bis 2015 Midi-Pyrénées). Sie gehört zum Arrondissement Tarbes und zum Gemeindeverband Pays de Trie et Magnoac. Die Bewohner werden Organais genannt.

## Geografie

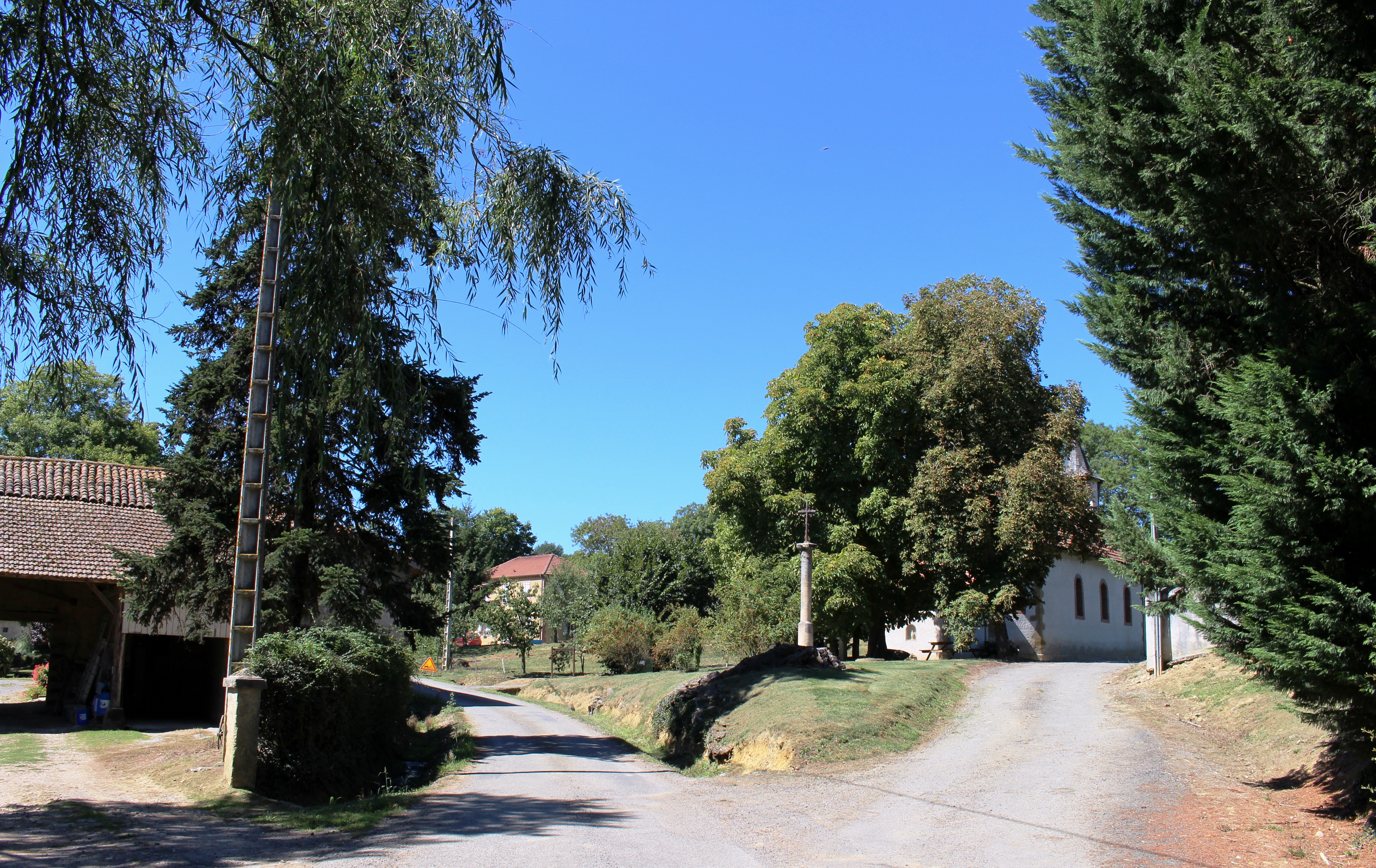
Ortsmitte

Die Gemeinde Organ liegt im Norden des Plateaus von Lannemezan im Vorland der Pyrenäen, etwa 58 Kilometer östlich der Départements-Hauptstadt Tarbes und 20 Kilometer nördlich von Lannemezan. Durch das 2,72 km² umfassende Gemeindegebiet fließt die Gèze, ein Nebenfluss der Gers. Die Bachläufe im Westen der Gemeinde entwässern über die Sole zur Petite Baïse, alle genannzen Flüsse gehören zum Einzugsgebiet der Garonne. Im Westen der Gemeinde sowie an den Hängen rechts der Gèze herrscht Wald vor. Zu Organ gehören mehrere Weiler. Die größten sind Dumont, Marquis, Méné, Bataille, Deffès, Garmounet, Siame und Sainte-Roman. Umgeben wird Organ von den Nachbargemeinden Castelnau-Magnoac im Nordosten, Cizos im Osten und Südosten, Betpouy im Westen sowie Barthe im Nordwesten.

## Ortsname
Der Ortsname entwickelte sich vom lateinischen Organo (Domäne des Orgus, 1383/1384) und gleichlautend 1405 und das 15. Jahrhundert hindurch zum ab Ende des 18. Jahrhunderts erstmals auf einer Cassini-Karte verwendeten Organ, der bis heute gilt.

## Geschichte
Organ gehörte im Ancien Régime zur Sénéchaussée von Auch mit einer örtlichen Seigneurie innerhalb des Vallée de Magnoac als Teil der Pays des Quatre-Vallées.

### Bevölkerungsentwicklung
| Jahr      | 1962 | 1968 | 1975 | 1982 | 1990 | 1999 | 2010 | 2021 |
| Einwohner | 52   | 41   | 38   | 44   | 49   | 52   | 32   | 30   |

Im Jahr 1876 wurde mit 124 Bewohnern die bisher höchste Einwohnerzahl ermittelt. Die Zahlen basieren auf den Daten von cassini.ehess und INSEE.

## Sehenswürdigkeiten
- Kirche Saint-André (St. Andreas)

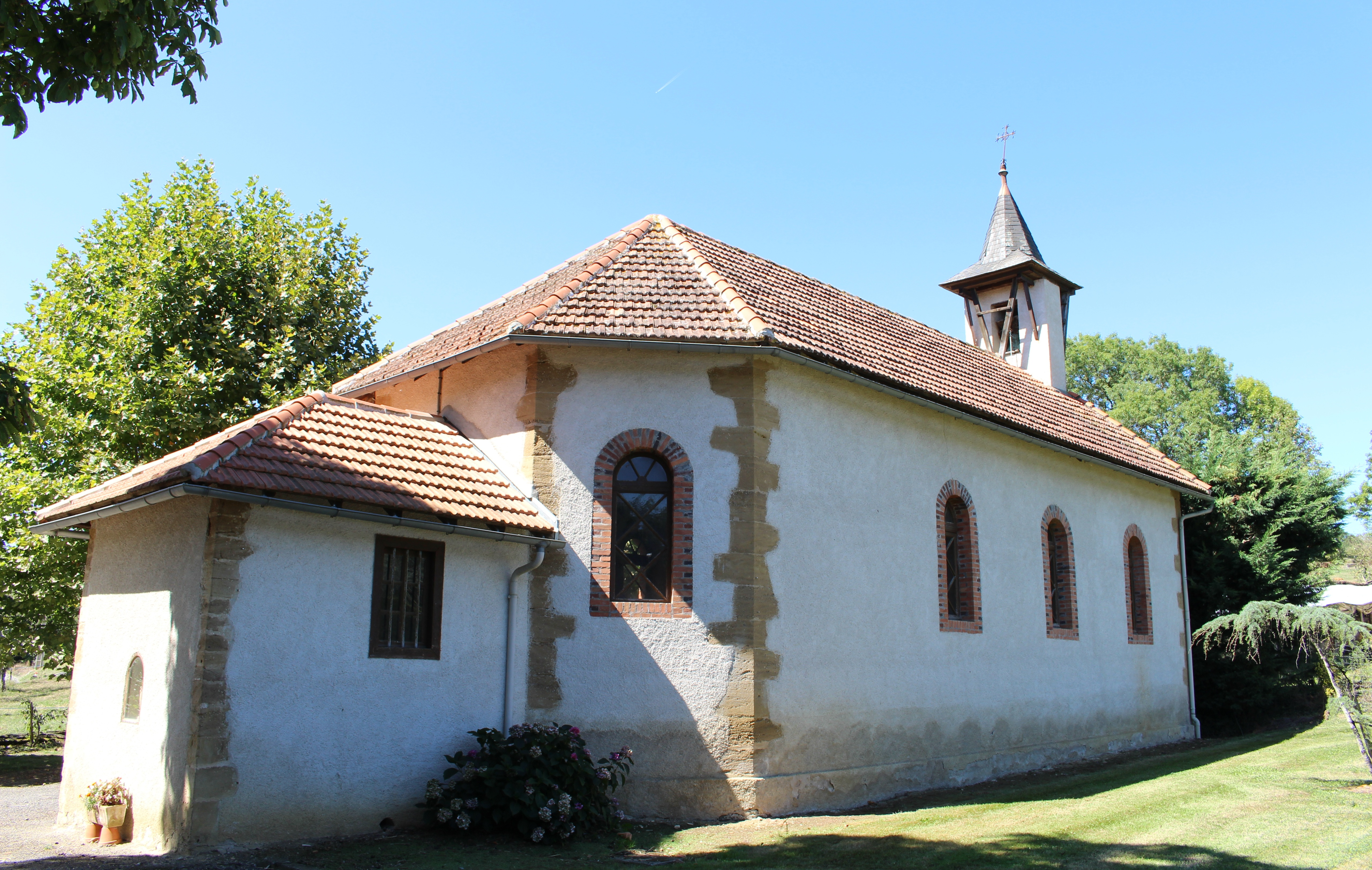
Kirche Saint-André
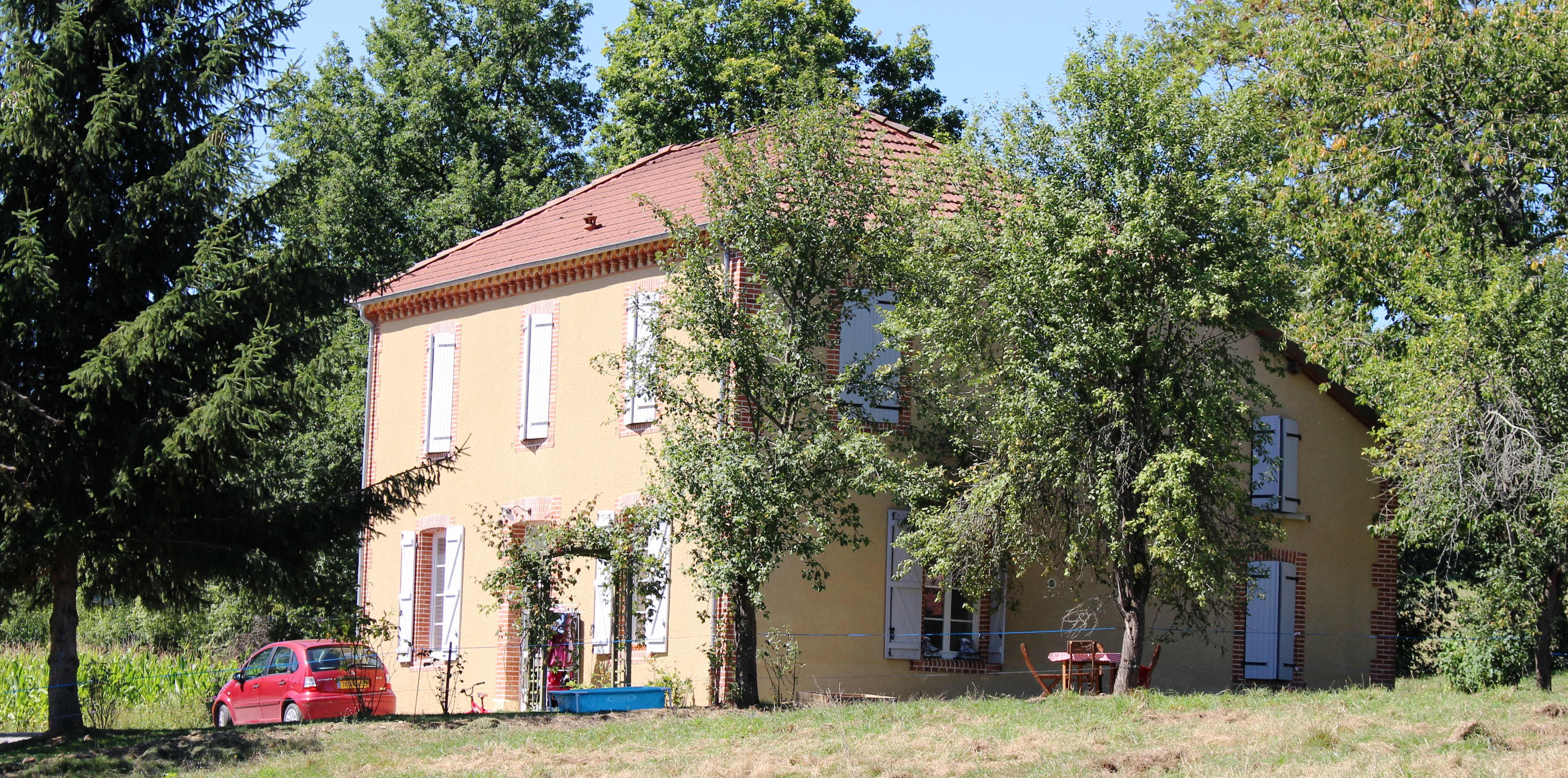
Schule
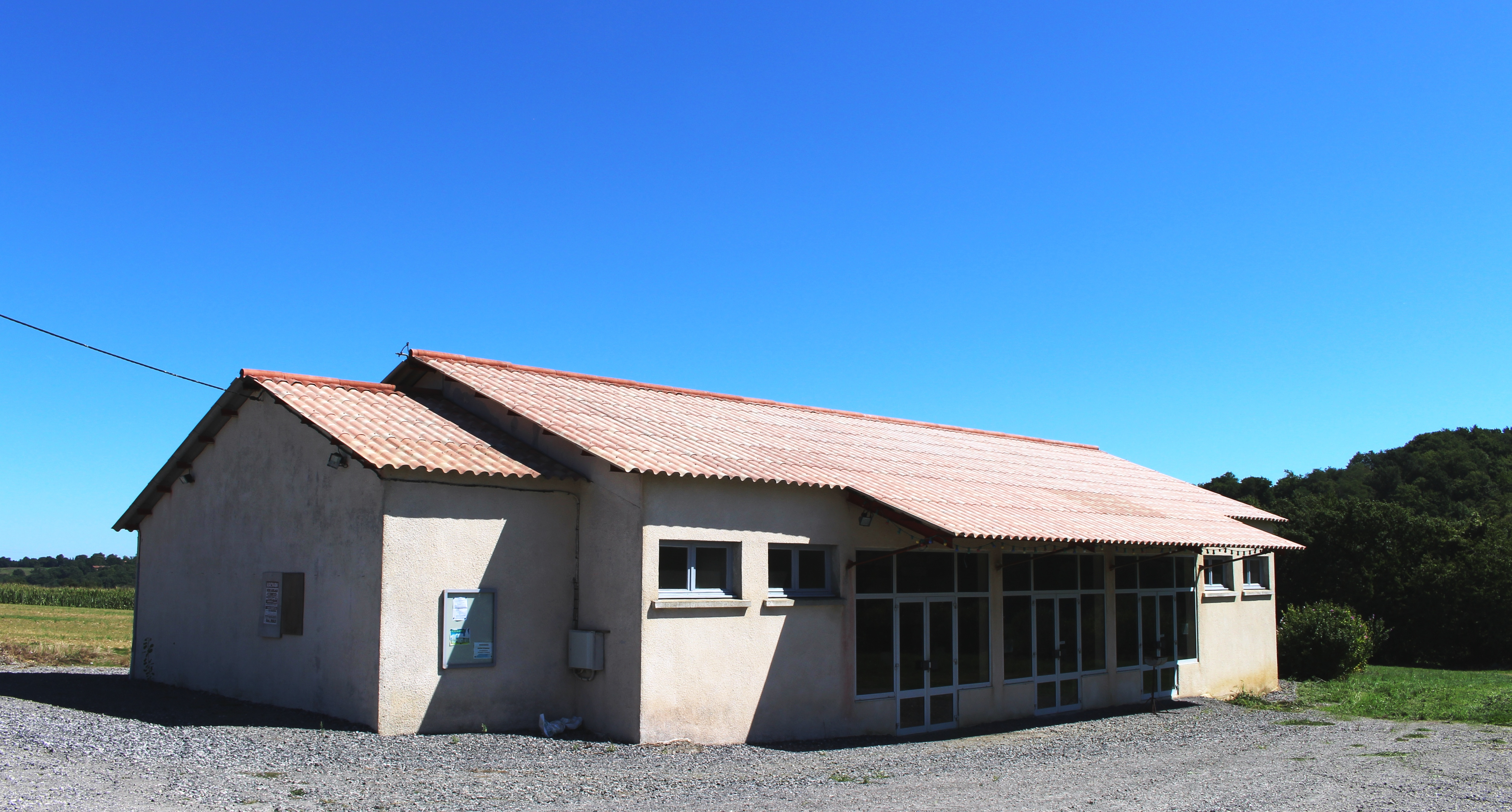
Gemeindefesthalle

## Wirtschaft und Infrastruktur
In der Gemeinde Organ sind fünf Landwirtschaftsbetriebe ansässig (Getreideanbau, Geflügelzucht).
Die Gemeinde Organ ist verkehrstechnisch gut erschlossen. In der vier Kilometer entfernten Gemeinde Castelnau-Magnoac kreuzen sich die Fernstraßen D632 (von Tarbes nach Toulouse) und D929 (von Auch nach Lannemezan). Im 20 Kilometer entfernten Lannemezan bestehen Anschlüsse an die Autoroute A64. In Lannemezan befindet sich auch der nächstgelegene Bahnhof.

## Belege
1. ↑  Michel Grosclaude und Jean-Francois Le Nail: Dictionnaire toponymique des communes des Hautes-Pyrénées, Tarbes, Conseil Général des Hautes-Pyrénées, 2000, S. 348 (ISBN 2-9514810-1-2)
2. ↑  Organ auf der Präsentation des Gemeindeverbandes (französisch)
3. ↑  Organ auf cassini.ehess
4. ↑  Organ auf INSEE
5. ↑  Landwirtschaftsbetriebe auf annuaire-mairie.fr (französisch)